# Siphunculina loici
Siphunculina loici är en tvåvingeart som beskrevs av Nartshuk 2001. Siphunculina loici ingår i släktet Siphunculina och familjen fritflugor.
Artens utbredningsområde är Kenya. Inga underarter finns listade i Catalogue of Life.